# اشپرمبرگ
شهر اشپرمبرگ (به آلمانی: Spremberg) در ایالت برندنبورگ در کشور آلمان واقع شده‌است.